# 051型导弹驱逐舰
051型驱逐舰是中国在20世纪70年代至80年代末期自主设计和建造的第一型导弹驱逐舰。參照蘇聯56型平静级驅逐艦（据苏联方面说法是参照更早的41型不惧级驱逐舰）的資料自主設計 ，是当时中国研制的最大吨位的水面作战舰艇。由于051型首舰被国外情报机关发现在大连建造，并停泊在旅顺港，所以该型驱逐舰被北约命名为“旅大”级驱逐舰，由于早期保密的原因，「旅大」代號比其官方型号更广为人知。 现已全部退役。

## 设计与建造
1957年中国从苏联获得了56型火炮魚雷驱逐舰部分图纸资料以及部分配套设备的图纸和样品，在此基础上着手开始自行研制国产驱逐舰，1959年提出研制，因中苏关系破裂以及三年困难时期导致研制计划一度搁置，1963年研制计划重提（研制代号“051”）。
051型驱逐舰建造的主要原因可以归结如下几点：
1. 在20世纪60年代后期中国开始测试洲际弹道导弹的计划，为东风-5型洲际弹道导弹全程发射试验时测量船队（即580任务718工程）海上护航、警戒的需要[3]（是718工程配套项目，這是發展此型號的首要目的）。当时仅有四艘前苏联海军转让的鞍山级驱逐舰并不适合远洋护航、救援任务。
2. 取得黄海战时制海权，驱逐敌对反潜力量，使导弹核动力潜艇顺利进入大洋，保障国家核战略的实施。
3. 建立从领海到第一岛链的制海能力。提高中国海军近海海上防御能力。
4. 取得在台湾海峡对台湾的水面力量优势。
5. 保护中国在南中国海的利益。
6. “以造代修”，替换老旧外國造海军舰艇。

1966年6月六机部正式下达试制051型驱逐舰的任务，由在湖北武汉的701所承担总体研究设计和整体方案，总设计师为李复礼、潘镜芙 (副)。051型首制舰“济南”舰1968年12月24日在大连造船厂开工建造，1970年7月30日下水 (当时舷号223)。1971年12月31日首制舰交付海军北海舰队，由于舰上部分设备因研制进度拖延没有装舰，只能以后补装。 早期还遇到电磁干扰技术问题。1972年成立051型驱逐舰国家定型委员会。1974年7月动力系统正式生产定型。1974年底051型舰设计定型。
定型后問題仍然很多，故继续修改051型後續批次，以及發展指挥舰等新技術（为远程导弹试验的护航舰由指挥舰作指挥）。
之後新版051型后续舰由大连造船厂、上海中华造船厂、广州造船厂三个造船厂承担，在1970年和1991年之间建造。051型共建成了17艘。
从2007年开始，服役30多年的051型驱逐舰开始逐步从中国海军退役。2019年5月16日，109开封、110大连、134遵义、164桂林舰四舰同时退役。2020年6月29日，中国海军“最后一艘”051型驱逐舰“珠海号”在南海舰队湛江军港正式退役。2020年8月28日，“湛江号”也正式退役，与之前的“珠海号”一同举行退役仪式。至此，051型驱逐舰17艘全数退出中国人民解放军海军现役。

## 评价
国外军事界对该级舰的评价不高，认为其設計思路仍在二戰水平，製造水平也仅相当于1950年代到1960年代，主要批评如下：
1. 缺乏有效的防空、反潜火力。
2. 结构设计落后，整个舰体防水隔舱少，机舱之间也缺乏足够的防护，设计抗沉和抗损性不佳。
3. 没有完善的空调设备与核生化三防系统。
4. 通信与电子设备落后，早期型号没有综合作战指挥中心。
5. 吨位过少，舰的长宽比大，对刚度、强度带来不利，适航性不佳。
6. 人机界面不佳，居住性欠佳，机炉舱温度高，没有餐厅，生活条件非常艰苦。

以上问题，主要是受到当时中国工业水平的限制，以及当时的中国政治环境影响，还有设计队伍缺乏足够的经验所致，中国人民解放军海军也意识到上述问题，在051型驱逐舰服役期间不断进行改装和现代化升级。总体上而言，051型驱逐舰可以视为中国大陆1970年代工业水平的一个缩影。该级舰虽然技术水平不高，但是结束了中国海军依赖国外废旧舰艇的时代，使中国海军获得了中型作战舰艇的设计使用经验，为日后设计更大型的水面战斗舰艇获得了知识和经验。

## 概貌

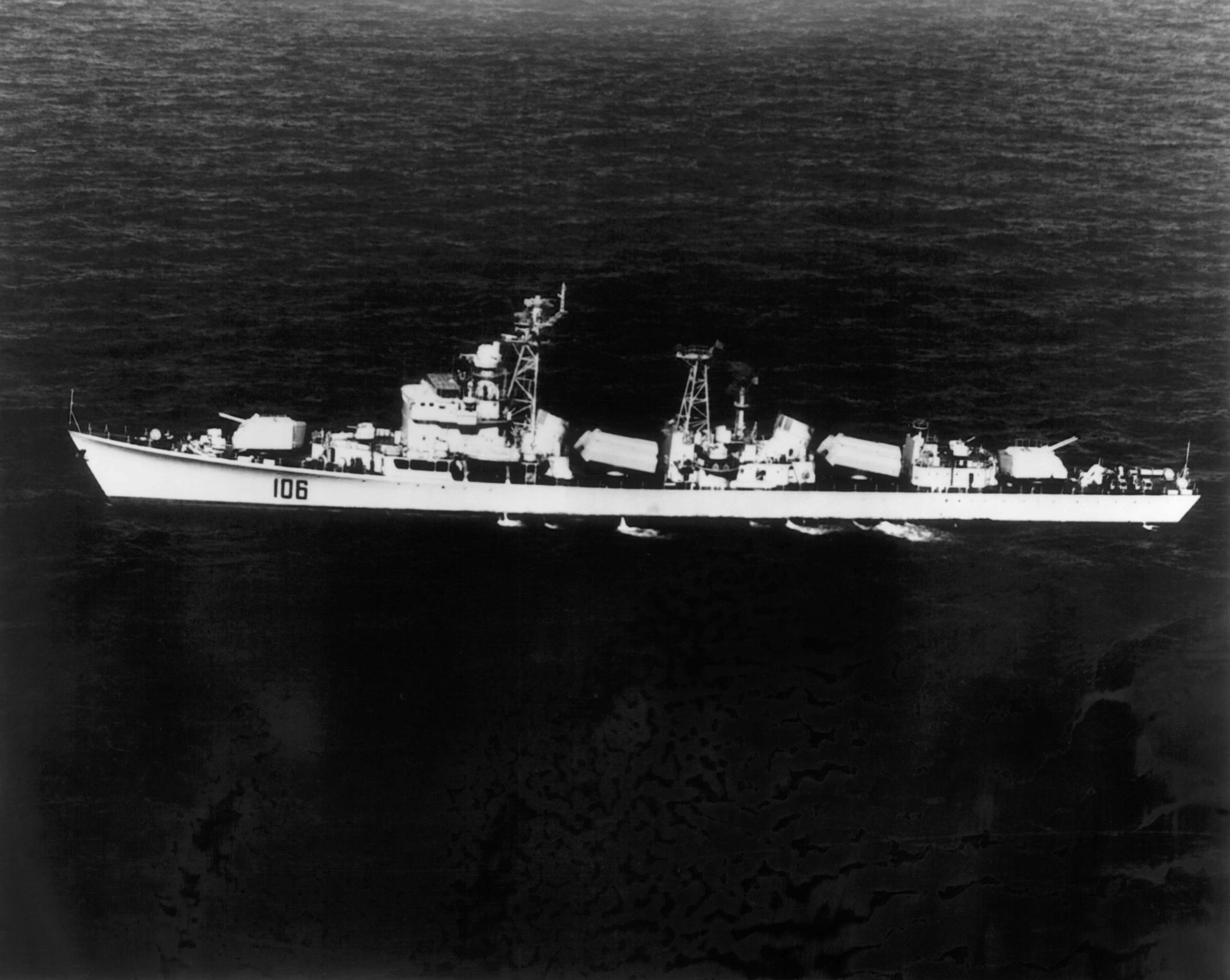
西安舰（舷号106）

舰型上与苏联的56型“科特林”级驱逐舰很相似。舰体为高干舷平甲板型，Ｖ型舰艏，全舰划分15个水密隔艙，保证相邻三个舱进水舰体不沉标准，舰体上层建筑分三段，前为舰桥，舯部、艉部各有一座甲板室，布置有双烟囱与双桅杆（三脚桁架式），051型外型布局带有第二次世界大战时期的舰艇风格。
051型舰用蒸汽动力装置（汽轮机、锅炉等）是按苏联提供资料由国内单位仿制的。自动化水平低，在改进型舰上作了自动控制改进。后此生产线不断改进提高仍是中国海军舰载大功率动力装置主要来源，产品用于051B/051C型舰。
051型导弹驱逐舰的主要攻击武器是“海鹰-1号”反舰导弹。1967年3月，中国海军决定将海鹰-1号岸舰导弹改型为海鹰-1号舰舰导弹，装备051型驱逐舰，以解决原计划装舰的上游-1号舰舰导弹射程不足（仅为40千米）的缺点。“海鹰-1号”弹长6.6米，弹径0.76米，翼展2.4米，起飞重量为2658千克。同时研制了三联装回转式发射装置。舰上的导弹火控系统保留原354搜索雷达，重新研制了5A-1型集成电路工艺双机热备份的射击指挥仪。1973年9月21日051首舰对海鹰-1舰舰导弹武器系统进行了首次射击试验成功。1975年12月，海鹰-1舰舰导弹定型。1983年6月，海鹰-1舰舰导弹与舰载武器系统定型。

### 武器装备
- 两座76式双联装130毫米口径舰炮，85度仰角，发射率17发/分，射程23公里（12海里）
（105舰在改装后拆除了一座；165/166舰后来改装为两座带隐身设计炮塔的79A式双联装100毫米口径舰炮，85度仰角，射程22千米）

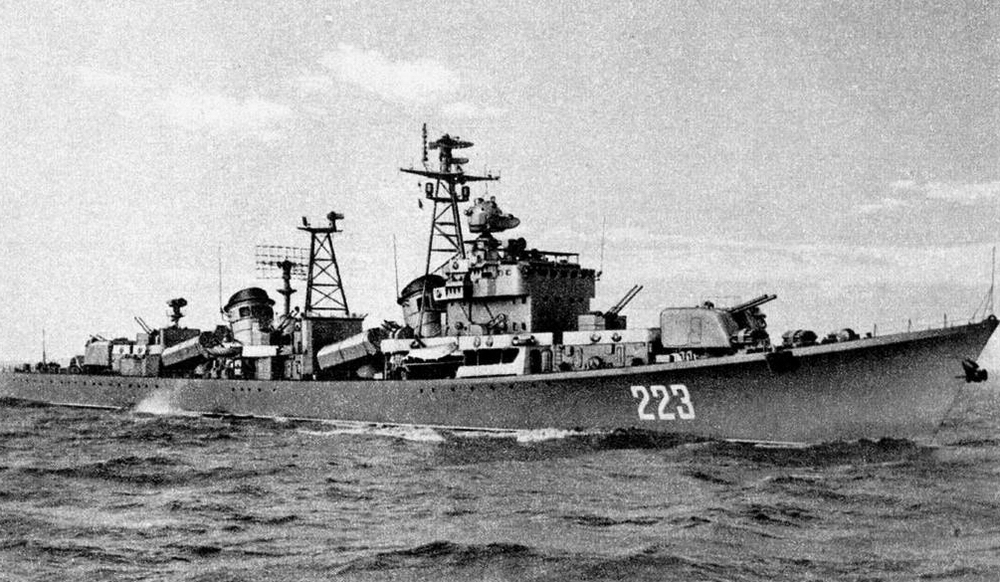
试航时的“济南”舰（原舷号223），可见最初装备的双联装57毫米炮

- 最初设计装备四座66式双联装57毫米炮，后替换为四座76式双管37毫米舰炮，85度仰角，发射率450发/分，射程(有效斜距)3.5千米（1.9海里），165/166舰安装的是4座76A式双联装37毫米舰炮，发射率700发/分。 （109舰后来改装拆除了后部双37炮，安装一部法制“海响尾蛇”八联装防空导弹发射器，之后，数艘051型驱逐舰在换装76A式双37炮的同时，在该位置换装了“海红旗-7”防空导弹发射器）
- 四座61式双联装25毫米高射炮，85度仰角，发射率800发/分，有效射程2.8千米（1.5海里，对空）
- 两座三联装“海鹰-1”(HY-1) 反舰导弹回转式发射装置，中段自控，末段主动雷达制导，0.9马赫时射程70千米（38海里），弹头重513千克，装药380千克。 1985年，109号开封舰开始试装海鹰-1甲舰舰导弹系统。
（109/110/165/166舰将“海鹰-1”替换成四座四联装“鹰击-83”(YJ-83) 反舰导弹发射箱，主动雷达制导，0.9马赫时射程150公里，战斗部180千克）。[3]
- 两座75式（FQF-2500型）12管反潜火箭深弹发射器；120枚火箭深弹；射程1200米；战斗部34公斤
- 四座64式（BMB-2）深弹发射装置，两座深弹投放架（某些舰上已经拆除该装备）
- 舰空导弹：（109/110/165/166舰上有）一座八联装“海响尾蛇”导弹或一座八联装“海红旗－7”导弹发射器，无线电指令制导＋被动红外制导；2.4马赫时射程13公里（7海里）；战斗部重14千克。
- 反潜鱼雷：（109/110/165/166舰上有）2座三联装324毫米口径反潜鱼雷发射管；Mk 46型魚雷，主/被动寻的，最大航速40节，射程10千米（5.5海里）；战斗部重34公斤。[3]
- 直升机：（仅105舰有）2架哈尔滨直-9C（Z-9C）直升机

### 电子设备
- 对海警戒：354型“眼罩”对海/低空警戒雷达，以每分钟12至24转的较高扫描率保持对目标的持续跟踪。
- 远程警戒：515型UHF波段“网眼”远程对空警戒雷达，高空作用距离达380千米，50米高度低空目标作用距离60千米。 后更换为517型“刀架”远程警戒雷达
- 部分051型舰在后桅加装381甲型远程对空警戒雷达。 109/110/165/166舰上更换360型对空/对海搜索雷达（汤普森-CSF TSR-3004“海虎”雷达国产化型号）。
- 制导跟踪雷达：352甲型“方结”雷达，用于“海鹰”-1反舰导弹的跟踪制导。脉冲功率200千瓦，作用距离55-77千米。
- 火控雷达：343型“黄蜂头”(Wasp Head又称“WokWon”) 炮瞄火控雷达，用于130毫米舰炮，还作为海鹰-1舰舰导弹的跟踪制导的备份雷达任务（110/109/165/166舰替换成343G型/344型雷达用于双130毫米/100毫米舰炮）。109/110/165/166舰加装两个347G型火控雷达，用于76A式37毫米全自动炮，以及海鹰-1甲舰舰导弹的备份进攻雷达任务。
- 导航：751型“海王星”导航雷达。 更换为RM-1290型导航雷达。
- 敌我识别：“高杆”(High Pole) A 敌我识别天线；“方头”敌我识别器天线。
- 声纳：SJD-II中频船首声纳用于搜索，SJD-IV中频舰壳声纳用于主动搜索和攻击。
- 数据链天线：部分051型舰加装。
- 作战信息中心：ZJK-4战斗数据系统，部分051型舰加装。

## 同级舰主要型号
由于该型舰不能完全满足中国人民解放军海军的需要，因此在该型舰建造服役期间，对其不断进行改装，升级，每批其武器装备上亦有极大的差别。

### 051型

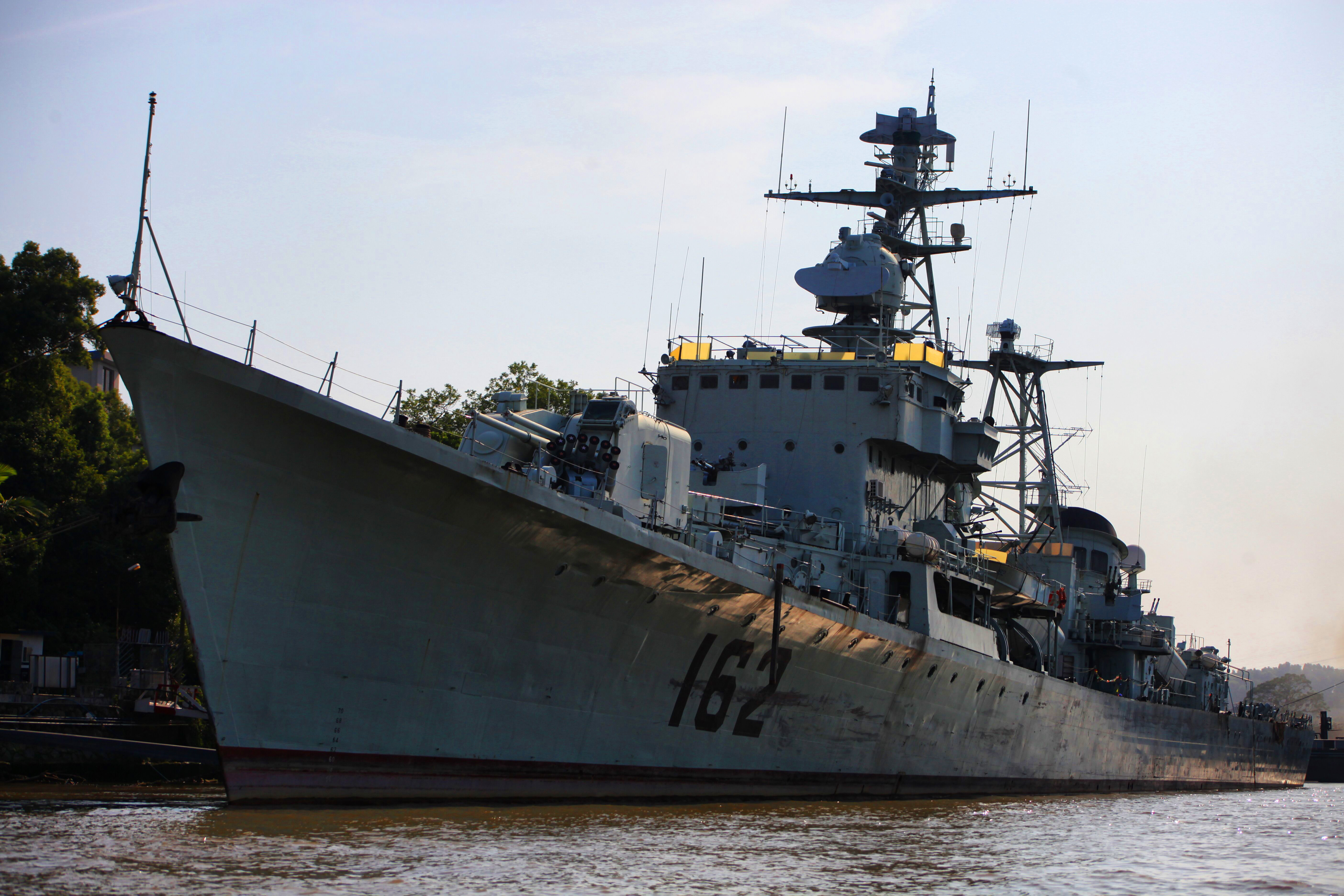
051型 162“南宁”舰

济南（105）-   西安（106） -  银川（107） -  南京（131） -  （160） -  长沙（161）-   南宁（162）
051型驱逐舰基本型是建造的第一批次舰，由于海军对051型需求数量较大，时间比较紧急，继首制舰开工后在1970年相继开工建造，由大连、广州造船厂各建造3艘，上海中华造船厂建造1艘，于1970年代期间陆续建成服役。限于中国当时工业水平，造成051型質量很差。因此，首批次各舰建造过程中，還需对设计不足与建造工艺进行返廠改进，也因部分雷达、电子设备研制没有跟上造舰进度而没有安装，不能齐装配套。
在部分设备未经定型装舰，本身可靠性差下，甚至可以說影响战备使用。話雖如此，051型仍于1975年正式通过设计定型。1975年9月上海中华造船厂建造的131舰在进行高速海试中创造37.95节的航速记录。

#### 105舰加装直升机系统

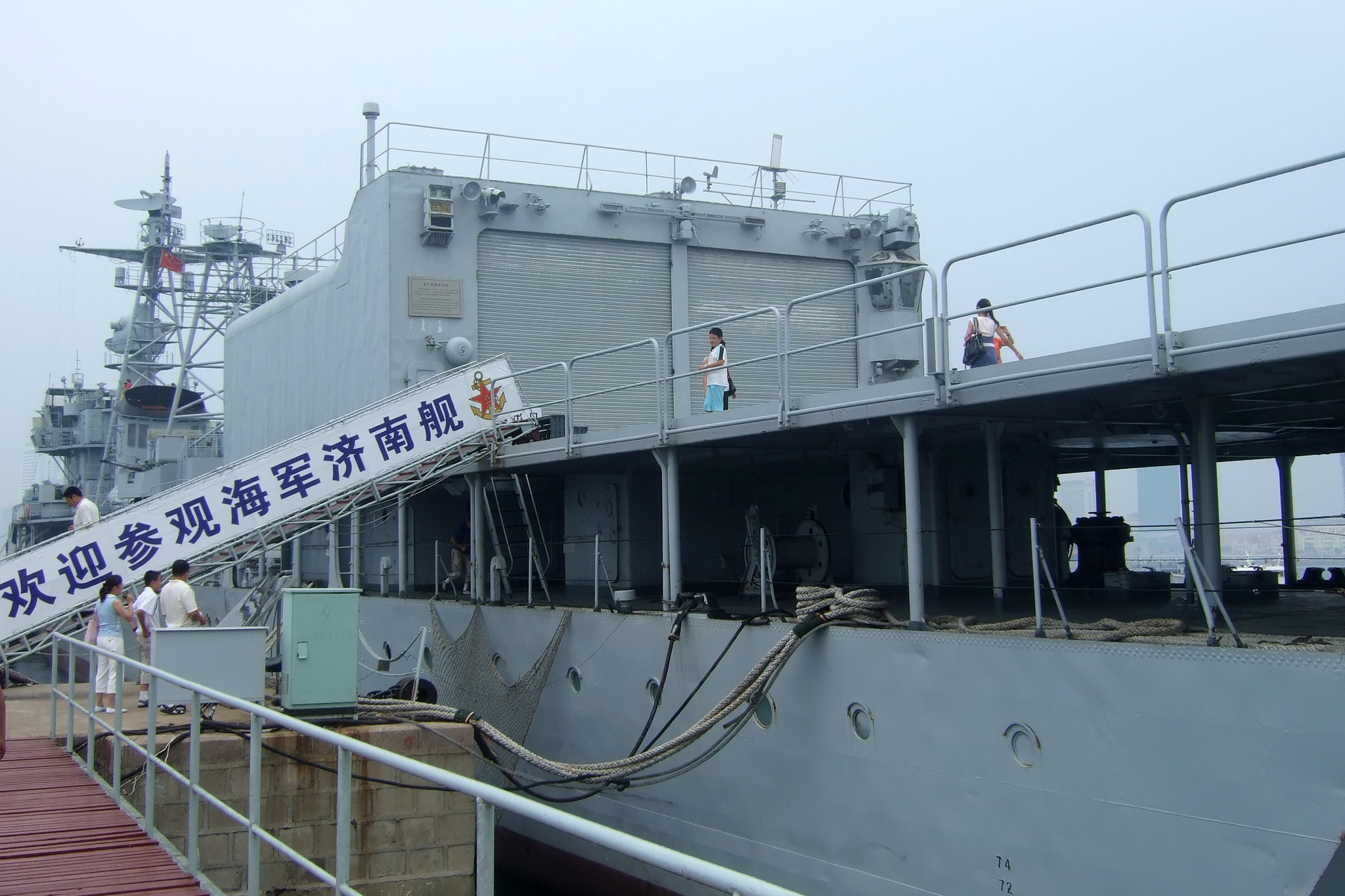
051型“济南”舰（舷号105）艉部改装直升机机库以及起降平台

1986年8月，为了验证舰载直升机的搭载和使用，105“济南”舰作为试验平台接受了加装直升飞机系统的改装，在大连造船厂结合中修实施加装直升机起降系统工程，改装内容主要是拆除了舰尾的主、副炮，深弹发射器等设备，加装了直升机起降甲板、各种助降设备以及机库、航空油料舱，油料泵仓，洗涤水仓等设施，并增加了空、地勤人员舱室，1987年7月21日改装工程完工，1987年12月24日105舰首次直升机着舰试验成功，成为中国人民解放军海军第一艘装备直升机的驱逐舰。当时引进法国技术研制的舰载作战指挥系统安装在105舰上进行装载实验，还曾经短时间内在直升机起降甲板加装海红旗-7导弹发射器（试验用途）。051型驱逐舰中加装直升飞机系统的仅此一艘，北约将该舰列为旅大II型舰。

### 051D型

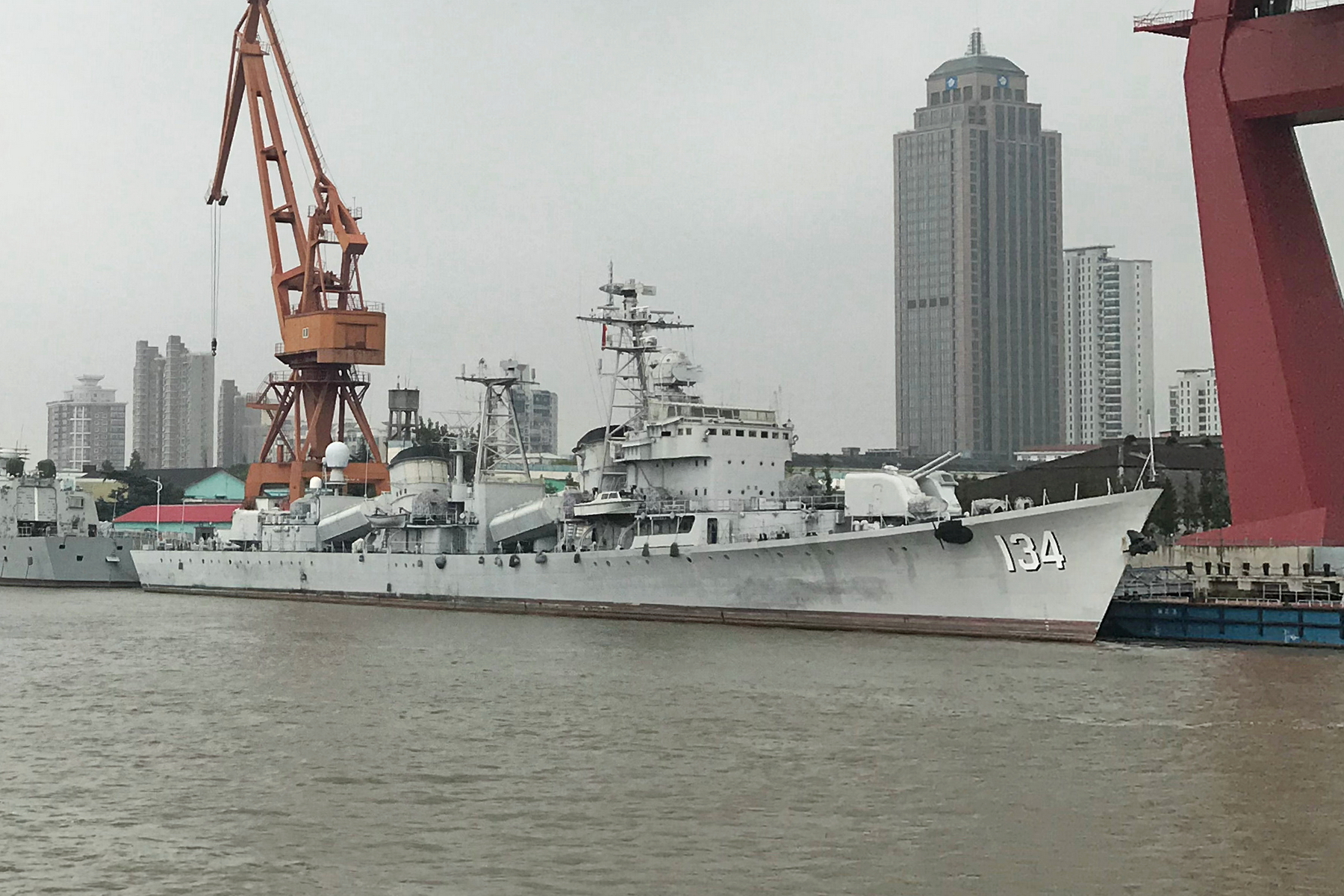
“遵义”舰 (舷号134)

西宁（108）- 开封（109）- 重庆（133）- 遵义（134）- 南昌（163）- 桂林（164）
051D型是正式定型并开始批量建造的第二批次舰（D代表定型），1976年以后，自108舰起，051D型舰先后共建造6艘，由大连造船厂建造4艘，广州造船厂建造2艘。重点是纠正改进基本型在建造、使用中暴露的那些问题。
武備方面，最主要的改动是以双管37毫米舰炮代替了双管57毫米舰炮。原双57毫米炮的射速不高，最终被放弃。而之前建造的051型舰，在后来的返厂维修中，拆除了双管57毫米舰炮，改装双管37毫米炮。除舰炮之外，051D型的改变有40多项，包括雷达系统，反潜电子指挥系统，无线电通讯系统，卫星导航系统和海上补给系统等。后改用“海鹰-1甲”反舰导弹，飞行高度降低到50米，采用频率捷变技术制导雷达，射程提高到95千米（51海里）。
051D型最晚建成的164舰建造中有加装空调设施，改善舰员生活条件。

### 051Z型
合肥（132）- 大连（110）

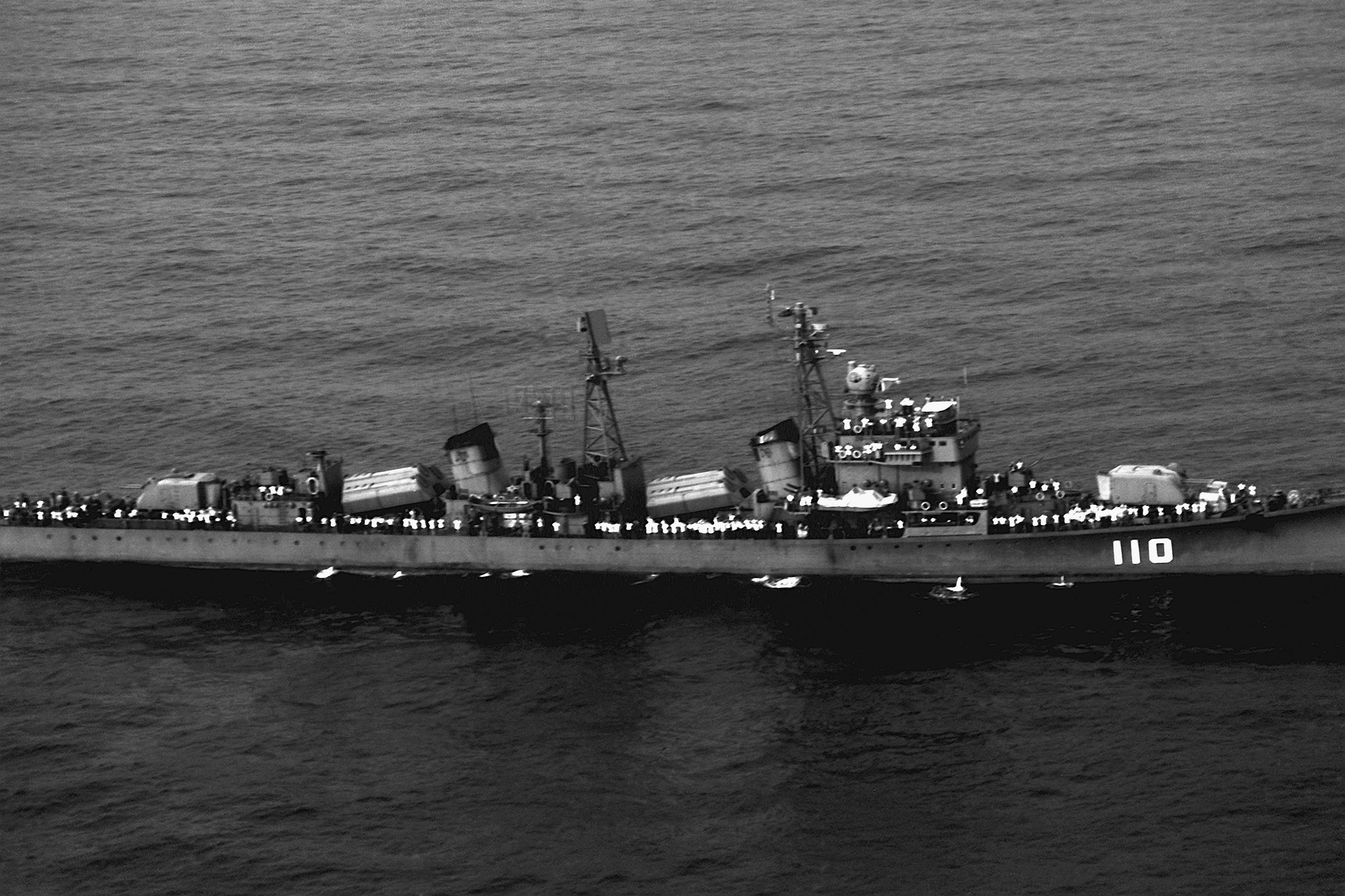
051型“大连”舰（舷号110）

1977年，为配合将于1980年进行的代号“718”的洲际导弹飞行试验远洋测量任务，为了对测量船队和护航编队实施统一指挥，海军决定研制051型指挥舰（Z代表指挥），指挥舰主要是要增强通信的功能。主要增加了编队指挥室，具有多路、超短波通讯能力。还要解决油水补给设备改装的问题。第一艘132舰1977年12月在上海中华造船厂开工建造，这艘舰是已开工，但拿來改的作指挥舰，1980年交付东海舰队后，参加了为洲际导弹发射试验测量船队护航的任务，担任编队的指挥舰。 第二艘110舰于1981年9月下水后曾因主机等设备不能按期交货舰体在码头搁置了两年，于1984年12月交付北海舰队。
在1980年代中期的改装中加装了381三坐标对空雷达以及637-Ⅱ情报中心。132舰在1988年3月－8月加装“海神1”作战指挥系统——这构成了中国驱逐舰的第一代作战指挥系统。是首批配备此系统的中国人民解放军海军军舰創造了新突破。

### 051DT型
开封（109） 

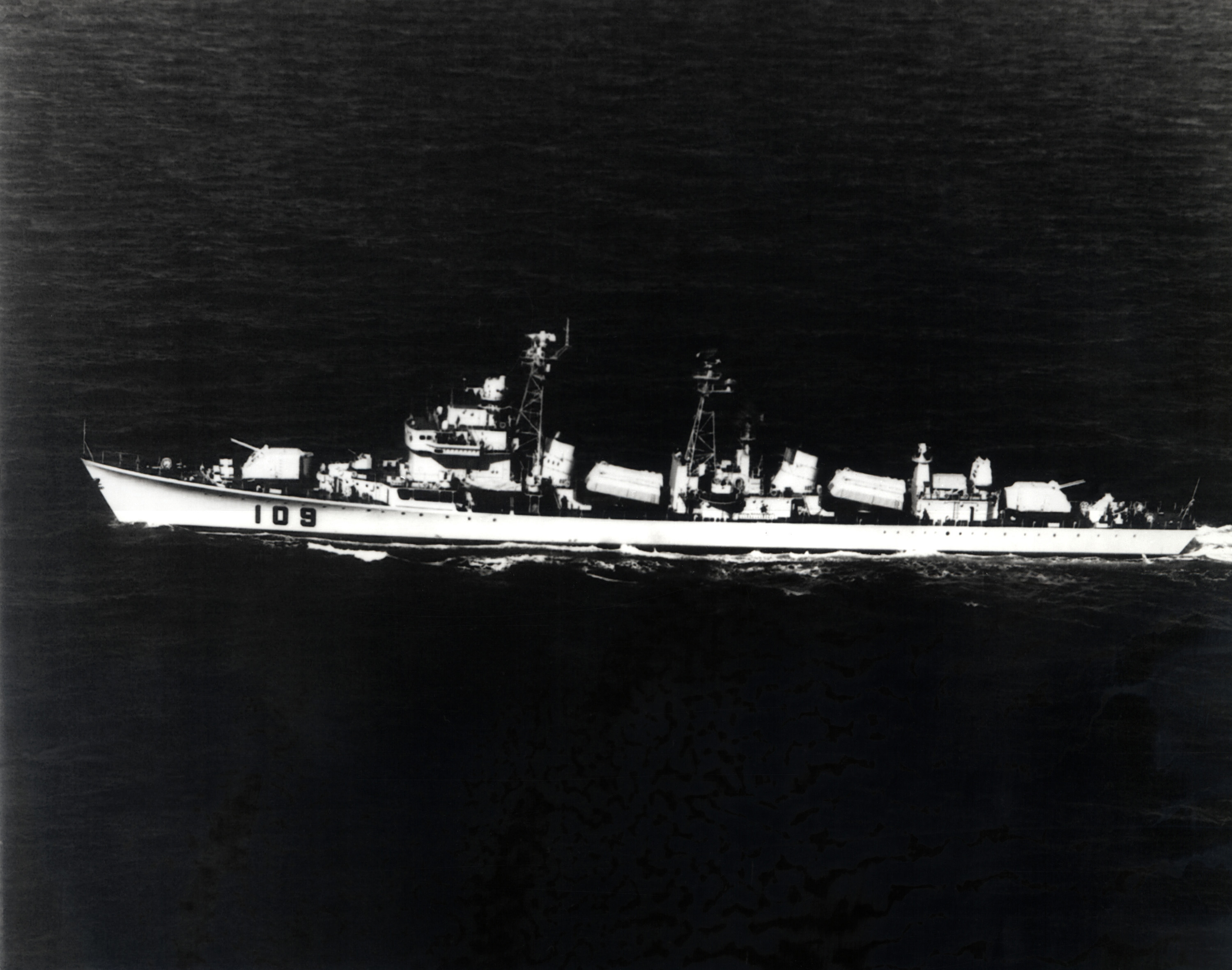
051型“开封”舰（舷号109）

109舰1980年代中期开始被选作测试新装备的平台。中国于1987年与法国汤姆逊公司签署协议，购进了两套法国汤姆逊“海响尾蛇”防空导弹系统。1989年10月至1990年12月，109舰在大连造船厂改装期间，在舰尾原双管37毫米舰炮处加装了其中的一套“海响尾蛇”防空导弹系统以进行试验（另一套安装在052型112舰上）。作为配套设施，109舰同时改装了法国引进的汤姆逊-CSF TAVITAC作战数据系统、“海虎”雷达，从英国引进的通讯系统等设备。
1990年代末，109舰再次进行改装，用4座四联装“鹰击-83”(YJ-83) 反舰导弹取代老式的“海鹰”反舰导弹，用76A式双管37毫米全封闭自动炮取代了原有双管37毫米高炮，改装现代化的火控系统与电子设备，包括360型搜索雷达，342型、344型火控雷达等。
几艘舰况较好的051型驱逐舰进行中期升级，均按109舰标准一次性升级、改造。2002年110舰接受类似的一次性改装。

### 051S型（计划中止）
20世纪80年代初期，中国曾有意购买英国的42型驱逐舰，并进行仿制，在1982年马岛战争期间，42型舰沉没两艘，重伤一艘，中国内部出现不满意42型驱逐舰的声音，后两国协商后将改装051S工程列为双方军事技术合作的重点。中国海军最初设想只是为现役的6艘051型驱逐舰进行全面的现代化改装，主要覆盖了舰载武器、火控雷达、指挥、电子对抗设备和作战指挥中心，重点在于提高舰队和单舰的防空作战能力。
然而进入谈判以后，英方根据中方提供的051型驱逐舰设计资料以后，发现051舰的设计观念还停留在二战的理念上，在现有基础上，必须对舰体进行较大的改建设计，包括增加设置现代化作战指挥中心专用舱室等，这样中英双方对051进行必要的重新设计达成了共识，这就是051S的来历。
该舰的具体设想是：采用高干舷甲板船型，正常排水量达到了4100吨，装备英制“海标枪”区域防空导弹，使051S型舰具有一定的海上编队区域防空和较强的单舰防空作战能力。该计划中，中国考虑改装两艘051型舰，并新建6艘同型舰。并在后继舰上，陆续安装国产化的“海标枪”导弹，燃气轮机，“海豚”直升机，A324鱼雷，以及“鹰击”-8导弹等。不過，所需要费用超出预算，再加上中英两国关系出现反复，该计划被取消。
总体上而言，如果051S型能够及时服役，能够解决当时中国海军缺乏区域防空能力的局面。直到计划出台20年后，中国人民解放军海军从俄罗斯引进现代级驱逐舰，才开始得到缓解。

### 051G1/G2型
G1型：湛江（165）- G2型：珠海（166）

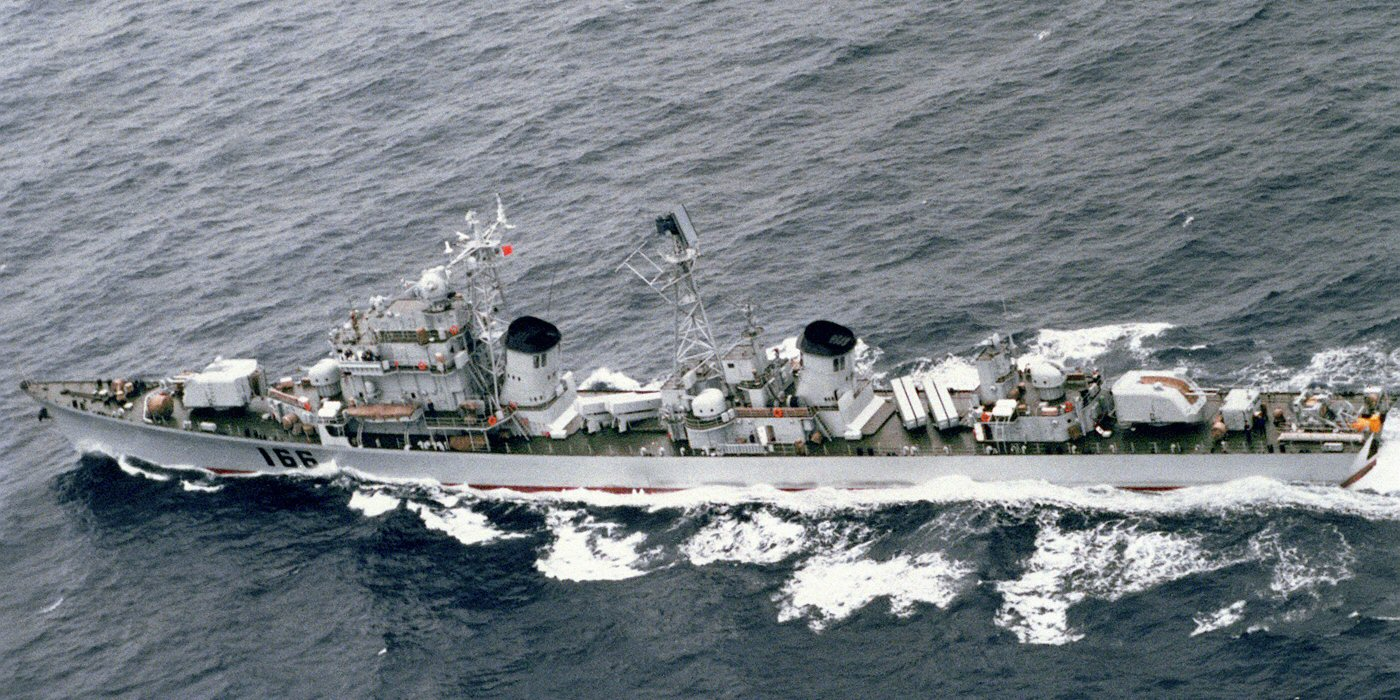
051型“珠海”舰（舷号166）

在引入技術的051S计划進行不順利時，于1983年11月确定了自己搞的051G设计方案。165舰、166舰分别于1986年8月、1987年10月在大连造船厂开工建造。
經英方海戰的經驗教訓，重点改进作战指挥系统的自动化和雷达、无线电设备的电磁兼容性，改善近程防空能力，提高反舰能力，总体作战效能较051D型有大幅度提升。为下一代驱逐舰研制、建造积累了经验。
051G1/G2型相比与老款舰最大的区别在于使用了全封闭式舰桥和舰体；以“海鹰-1甲”反舰导弹替换了原来的“海鹰-1”导弹（051G2型166舰更换成“鹰击-8”(YJ-8) 反舰导弹），用76A式双管37毫米全封闭自动高炮取代了原有双管37毫米高炮，加装了三联装反潜鱼雷发射管（美制MK46反潜鱼雷），还曾实验性配备意大利引进的拖曳式可变深度声呐（由于船体自身动力系统所产生的噪音和震动过大使用不理想后来改装中拆除）；安装了381甲型三坐标对空雷达，347型火控雷达系统，仿制的RM-1290导航雷达取代了751型雷达，具有捷变频体制的352丙雷达则取代了352甲雷达，并加装了825型电子对抗系统，安装了引进的作战数据系统。电子设备整体达到西方国家1970年代后期水平。北约将该型舰列为旅大III型舰。
165舰/166舰在后来现代化改装中按109舰改装标准改装八联装“海红旗-7”导弹防空导弹 (法制"海响尾蛇"防空导弹的国产化型号) 系统、4座四联装“鹰击-83”反舰导弹系统，相应改装了雷达与电子战等电子设备，有所不同的是用2座双联装100mm口径舰炮取代了原有双130mm口径舰炮。
1995年8月，166珠海舰应邀访问印度尼西亚，参加95印尼国际舰队检阅活动，此次出访，166珠海舰将舷号换为168，以“顺应海外华人对8的偏好”，归国后又换回166。

## 服役大事记
051型各舰最初只有舷号没有正式命名（某些原有非正式的舰名来自该舰传承原有老旧舰艇的建制），在役各舰于1986年根据海军舰艇命名条例正式命名。
1978年3月9日160舰在湛江麻斜基地码头于20时40分发生爆炸，22时55分沉没，导致大量伤亡，舰体严重受损，无法修复而报废。此为中国人民解放军海军建立以来的最严重的一起军舰自爆沉没事故。
1980年5月18日，中国首次向南太平洋发射远程运载火箭（即“东风五”）实验，106舰、107舰、108舰（以上隶属第二护卫群），131舰、132舰 (指挥舰) 及162舰（以上隶属第一护卫群）等六舰担负为赴太平洋参加运载火箭飞行试验的测量船队护航、警戒的任务。
1985年11月，132舰为首的编队首次远赴印度洋访问南亚三国。
1989年中国人民解放军海军首任司令员萧劲光大将逝世，在132“合肥”舰举行骨灰撒放仪式。
2006年11月，165“湛江”舰参加中国海军与美国海军首次海上联合搜救演习。
2008年奥运会期间，107“银川”舰参与安全保卫任务作为海上安保指挥舰。
2009年4月23日庆祝中國人民解放軍海軍成立60周年海上閱兵，108“西宁”舰担任閱兵式基准舰，110“大连”舰担任分列式检阅舰。